# Wittekotten
Wittekotten, auch Strohnerbachkotten genannt, war eine Ortslage in der bergischen Großstadt Solingen. Sie ging auf einen gleichnamigen Schleifkotten am Bertramsmühler Bach zurück, der 1836 abbrannte.

## Lage
Wittekotten, das heute nur noch eine Wüstung ist, befand sich abgelegen am Unterlauf des Bertramsmühler Bachs kurz vor der Einmündung des Strohner Bachs. Im Süden mündet der Bertramsmühler Bach in die Wupper. Von der einstigen Schleifkottenanlage sind nur noch Reste des Obergrabens erhalten. An der Wüstung vorbei verläuft heute ein Wanderweg. der Willi-Lohbach-Weg.
Benachbarte Orte sind bzw. waren (von Nord nach West): Petersmühle, Kirschbaumskotten, Jagenberg, Strohn, Glüder, Pfaffenberg und III. Hästen.

## Geschichte
Über den Wittekotten ist nur wenig bekannt. Als Eigentümer wurde ein Peter Abraham Witte aus II. Hästen gelistet.
In dem Kartenwerk Topographia Ducatus Montani von Erich Philipp Ploennies, Blatt Amt Solingen, aus dem Jahre 1715 ist er als einfacher Kotten (keine Doppelkottenanlage) ohne Namen verzeichnet. Der Kotten wurde in den Ortsregistern der Honschaft Balkhausen innerhalb des Amtes Solingen geführt. Die Topographische Aufnahme der Rheinlande von 1824 verzeichnet den Kotten unbeschriftet. 1832 lag der als Strohnerbach bezeichnete Ort in der Flur V. Glüder der Bürgermeisterei Dorp. Der nach der Statistik und Topographie des Regierungsbezirks Düsseldorf als Schleifkotten kategorisierte Ort besaß zu dieser Zeit 2 zwei Fabriken bzw. Mühlen.
Der Kotten brannte im Juni 1836 ab. Er wurde nicht wieder aufgebaut und der Ort fiel brach. Im Stadtplan ist der Ortsname daher nicht mehr verzeichnet.